# Moneilema michelbacheri
Moneilema michelbacheri là một loài bọ cánh cứng trong họ Cerambycidae.